# Vela ai Giochi della XVII Olimpiade - Dragone
La competizione della classe Dragone  di vela ai Giochi della XVII Olimpiade si è svolta nei giorni dal 29 agosto al 7 settembre 1960 nel golfo di Napoli.

## Partecipanti
| Nazione          | Barca         | Equipaggio                                                     |
| ---------------- | ------------- | -------------------------------------------------------------- |
| Argentina        | Tango         | Jorge Alberto Salas, Héctor Calegaris, Jorge Alberto del Río   |
| Australia        | Gabbiano      | Harold Brooke, Alan Cain, John Coon                            |
| Bahamas          | Bim           | Godfrey Kelly, Maurice Kelly, Percy Knowles                    |
| Bermuda          | Oleander II   | Brownlow Eve, Jimmy Kempe, Richard Masters                     |
| Canada           | Argo II       | Sandy MacDonald, Gordon Norton, Lynn Watters                   |
| Danimarca        | Chok          | Aage Birch, Paul Lindemark Jørgensen, Niels Markussen          |
| Filippine        | Patricia      | Fausto Preysler, Francisco Gonzales, Jesús Villareal           |
| Finlandia        | Rififi        | René Nyman, Lasse Dahlman, Heinrich Schaarschmidt              |
| Francia          | Astrid III    | Jean Peytel, Philippe Reinhart, François Thierry-Mieg          |
| Germania         | Dinah V       | Hans Ravenborg, Günther Benecke, Peter Rebien                  |
| Giappone         | Boreas        | Masayuki Ishii, Setsuo Kawada, Yutaka Okamoto                  |
| Gran Bretagna    | Salamander    | Graham Mann, Ian Hannay, Jonathan Janson                       |
| Grecia           | Nirefs        | Costantino II di Grecia, Odyssevs Eskitzoglou, Georgios Zaimis |
| Indonesia        | Partenope     | Ashari Danudirdjo, Josef Muskita, Eri Sudewo                   |
| Irlanda          | Aletta        | Jimmy Mooney, Robin Benson, David Ryder                        |
| Italia           | Venilia       | Antonio Cosentino, Antonio Ciciliano, Giulio De Stefano        |
| Norvegia         | Lett          | Øivind Christensen, Arild Amundsen, Carl Otto Svae             |
| Paesi Bassi      | Trintel II    | Wim van Duyl, Biem Dudok van Heel, Jacq van den Berg           |
| Portogallo       | Grifo III     | Carlos Ferreira, Joaquim Basto, Gonçalvo Mello                 |
| Monaco           | Damoiselle IV | Jules Soccal, Gérard Battaglia, Jean-Pierre Crovetto           |
| Singapore        | June Climene  | Ned Holiday, James Cooke, Thomas Durcan                        |
| Spagna           | Canopus       | Santiago Pi, Juan Mirangels, José Pi                           |
| Stati Uniti      | Spirit VI     | Gene Walet III, Claude Kohler, Allen McClure                   |
| Svezia           | Galejan       | Bengt Palmquist, Göran Crafoord, Sten Elliot                   |
| Svizzera         | Baccara       | Robert Thorens, Pierre Camoletti, Gilbert Casalecchi           |
| Unione Sovietica | Persey        | Ėduard Stajson, Nikolaj Epifanov, Vjačeslav Možaev             |
| Uruguay          | Bajazzo       | Horacio García, Gonzalo García, Víctor Trinchín                |

## Risultati
| Regata 1 29 agosto | Regata 1 29 agosto | Regata 1 29 agosto | Regata 1 29 agosto | Regata 2 30 agosto | Regata 2 30 agosto | Regata 2 30 agosto | Regata 2 30 agosto | Regata 3 31 agosto | Regata 3 31 agosto | Regata 3 31 agosto | Regata 3 31 agosto | Regata 4 1º settembre | Regata 4 1º settembre | Regata 4 1º settembre | Regata 4 1º settembre |
| Pos.               | Nazione            | Tempo              | Punti              | Pos.               | Nazione            | Tempo              | Punti              | Pos.               | Nazione            | Tempo              | Punti              | Pos.                  | Nazione               | Tempo                 | Punti                 |
| ------------------ | ------------------ | ------------------ | ------------------ | ------------------ | ------------------ | ------------------ | ------------------ | ------------------ | ------------------ | ------------------ | ------------------ | --------------------- | --------------------- | --------------------- | --------------------- |
| 1                  | Argo II            | 3:24:58            | 1532               | 1                  | Tango              | 1:58:03            | 1532               | 1                  | Venilia            | 2:45:00            | 1532               | 1                     | Nirefs                | 2:58:51               | 1532                  |
| 2                  | Chok               | 3:27:06            | 1231               | 2                  | Venilia            | 1:58:04            | 1231               | 2                  | Tango              | 2:46:02            | 1231               | 2                     | Venilia               | 2:59:59               | 1231                  |
| 3                  | Astrid III         | 3:27:46            | 1055               | 3                  | Nirefs             | 1:58:13            | 1055               | 3                  | Nirefs             | 2:46:35            | 1055               | 3                     | Grifo III             | 3:01:20               | 1055                  |
| 4                  | Salamander         | 3:30:34            | 940                | 4                  | Argo II            | 1:59:30            | 940                | 4                  | Trintel II         | 2:48:21            | 940                | 4                     | Argo II               | 3:02:39               | 940                   |
| 5                  | Venilia            | 3:31:05            | 833                | 5                  | Oleander II        | 2:00:21            | 833                | 5                  | Aletta             | 2:49:27            | 833                | 5                     | Tango                 | 3:03:15               | 833                   |
| 6                  | Persey             | 3:31:44            | 754                | 6                  | Spirit VI          | 2:00:22            | 754                | 6                  | Bajazzo            | 2:50:00            | 754                | 6                     | Gabbiano              | 3:03:36               | 754                   |
| 7                  | Spirit VI          | 3:33:14            | 687                | 7                  | Lett               | 2:00:42            | 687                | 7                  | Oleander II        | 2:50:50            | 687                | 7                     | Salamander            | 3:04:07               | 687                   |
| 8                  | Gabbiano           | 3:33:48            | 629                | 8                  | Dinah V            | 2:01:29            | 629                | 8                  | Gabbiano           | 2:51:20            | 629                | 8                     | Persey                | 3:05:02               | 629                   |
| 9                  | Trintel II         | 3:34:59            | 578                | 9                  | Trintel II         | 2:02:25            | 578                | 9                  | Argo II            | 2:51:45            | 578                | 9                     | Aletta                | 3:05:21               | 578                   |
| 10                 | Nirefs             | 3:36:44            | 532                | 10                 | Gabbiano           | 2:02:49            | 532                | 10                 | Grifo III          | 2:52:50            | 532                | 10                    | Spirit VI             | 3:06:04               | 532                   |
| 11                 | Aletta             | 3:39:28            | 491                | 11                 | Grifo III          | 2:03:22            | 491                | 11                 | Lett               | 2:53:05            | 491                | 11                    | Chok                  | 3:06:40               | 491                   |
| 12                 | Galejan            | 3:39:50            | 453                | 12                 | Galejan            | 2:03:25            | 453                | 12                 | Baccara            | 2:53:44            | 453                | 12                    | Trintel II            | 3:07:26               | 453                   |
| 13                 | Dinah V            | 3:40:01            | 418                | 13                 | Astrid III         | 2:03:44            | 418                | 13                 | Chok               | 2:54:06            | 418                | 13                    | Dinah V               | 3:07:30               | 418                   |
| 14                 | Damoiselle IV      | 3:40:30            | 386                | 14                 | Salamander         | 2:04:45            | 386                | 14                 | Spirit VI          | 2:54:56            | 386                | 14                    | Oleander II           | 3:08:49               | 386                   |
| 15                 | Tango              | 3:42:04            | 356                | 15                 | Persey             | 2:05:08            | 356                | 15                 | Salamander         | 2:55:00            | 356                | 15                    | Galejan               | 3:09:48               | 356                   |
| 16                 | Bajazzo            | 3:42:13            | 328                | 16                 | Boreas             | 2:05:22            | 328                | 16                 | Astrid III         | 2:55:18            | 328                | 16                    | Lett                  | 3:09:49               | 328                   |
| 17                 | Grifo III          | 3:42:29            | 302                | 17                 | Bajazzo            | 2:06:43            | 302                | 17                 | Bim                | 2:55:36            | 302                | 17                    | Bim                   | 3:10:26               | 302                   |
| 18                 | Bim                | 3:44:56            | 277                | 18                 | Aletta             | 2:07:00            | 277                | 18                 | Rififi             | 2:55:47            | 277                | 18                    | Rififi                | 3:10:35               | 277                   |
| 19                 | Lett               | 3:45:17            | 254                | 19                 | Rififi             | 2:07:19            | 254                | 19                 | Galejan            | 2:55:48            | 254                | 19                    | Astrid III            | 3:11:01               | 254                   |
| 20                 | Patricia           | 3:45:31            | 231                | 20                 | Baccara            | 2:07:21            | 231                | 20                 | Persey             | 2:56:47            | 231                | 20                    | Patricia              | 3:11:32               | 231                   |
| 21                 | Boreas             | 3:46:08            | 210                | 21                 | Bim                | 2:10:30            | 210                | 21                 | Dinah V            | 2:57:03            | 210                | 21                    | Baccara               | 3:12:38               | 210                   |
| 22                 | Rififi             | 3:46:13            | 190                | 22                 | Damoiselle IV      | 2:12:14            | 190                | 22                 | Boreas             | 2:58:05            | 190                | 22                    | Bajazzo               | 3:15:46               | 190                   |
| 23                 | Baccara            | 3:46:43            | 171                | 23                 | Partenope          | 2:12:39            | 171                | 23                 | Patricia           | 3:00:21            | 171                | 23                    | Damoiselle IV         | 3:18:15               | 171                   |
| 24                 | June Climene       | 3:50:11            | 152                | 24                 | June Climene       | 2:13:32            | 152                | 24                 | Damoiselle IV      | 3:02:34            | 152                | 24                    | Boreas                | 3:19:09               | 152                   |
| 25                 | Oleander II        | 3:51:23            | 134                | 25                 | Patricia           | 2:14:01            | 134                | 25                 | June Climene       | 3:04:08            | 134                | 25                    | Canopus               | 3:22:47               | 134                   |
| 26                 | Canopus            | 3:52:45            | 117                | 26                 | Canopus            | 2:14:02            | 117                | 26                 | Partenope          | 3:04:58            | 117                | 26                    | June Climene          | 3:22:59               | 117                   |
| 27                 | Partenope          | 3:54:29            | 101                | -                  | Chok               | DQ                 | 0                  | 27                 | Canopus            | 3:05:50            | 101                | 27                    | Partenope             | 3:23:42               | 101                   |

| Regata 5 5 settembre | Regata 5 5 settembre | Regata 5 5 settembre | Regata 5 5 settembre | Regata 6 6 settembre | Regata 6 6 settembre | Regata 6 6 settembre | Regata 6 6 settembre | Regata 7 7 settembre | Regata 7 7 settembre | Regata 7 7 settembre | Regata 7 7 settembre |
| Pos.                 | Nazione              | Tempo                | Punti                | Pos.                 | Nazione              | Tempo                | Punti                | Pos.                 | Nazione              | Tempo                | Punti                |
| -------------------- | -------------------- | -------------------- | -------------------- | -------------------- | -------------------- | -------------------- | -------------------- | -------------------- | -------------------- | -------------------- | -------------------- |
| 1                    | Salamander           | 2:34:37              | 1532                 | 1                    | Lett                 | 2:26:43              | 1532                 | 1                    | Lett                 | 2:31:11              | 1532                 |
| 2                    | Tango                | 2:34:41              | 1231                 | 2                    | Nirefs               | 2:26:54              | 1231                 | 2                    | Dinah V              | 2:33:02              | 1231                 |
| 3                    | Chok                 | 2:35:16              | 1055                 | 3                    | Dinah V              | 2:27:36              | 1055                 | 3                    | Grifo III            | 2:33:09              | 1055                 |
| 4                    | Nirefs               | 2:35:46              | 940                  | 4                    | Spirit VI            | 2:27:49              | 940                  | 4                    | Nirefs               | 2:33:50              | 940                  |
| 5                    | Lett                 | 2:35:54              | 833                  | 5                    | Chok                 | 2:27:53              | 833                  | 5                    | Gabbiano             | 2:34:51              | 833                  |
| 6                    | Argo II              | 2:36:26              | 754                  | 6                    | Rififi               | 2:27:55              | 754                  | 6                    | Astrid III           | 2:35:19              | 754                  |
| 7                    | Rififi               | 2:37:02              | 687                  | 7                    | Aletta               | 2:29:12              | 687                  | 7                    | Chok                 | 2:35:33              | 687                  |
| 8                    | Bim                  | 2:37:26              | 629                  | 8                    | Astrid III           | 2:29:41              | 629                  | 8                    | Aletta               | 2:35:36              | 629                  |
| 9                    | Dinah V              | 2:37:39              | 578                  | 9                    | Salamander           | 2:30:28              | 578                  | 9                    | Persey               | 2:36:15              | 578                  |
| 10                   | Trintel II           | 2:37:59              | 532                  | 10                   | Grifo III            | 2:31:46              | 532                  | 10                   | Tango                | 2:36:16              | 532                  |
| 11                   | Venilia              | 2:39:29              | 491                  | 11                   | Trintel II           | 2:31:55              | 491                  | 11                   | Salamander           | 2:36:36              | 491                  |
| 12                   | Boreas               | 2:40:14              | 453                  | 12                   | Argo II              | 2:32:17              | 453                  | 12                   | Spirit VI            | 2:37:08              | 453                  |
| 13                   | Aletta               | 2:40:29              | 418                  | 13                   | Bim                  | 2:32:27              | 418                  | 13                   | Rififi               | 2:37:34              | 418                  |
| 14                   | Grifo III            | 2:40:30              | 386                  | 14                   | Venilia              | 2:32:38              | 386                  | 14                   | Oleander II          | 2:37:53              | 386                  |
| 15                   | Gabbiano             | 2:40:50              | 356                  | 15                   | Persey               | 2:34:28              | 356                  | 15                   | Galejan              | 2:37:59              | 356                  |
| 16                   | Oleander II          | 2:41:14              | 328                  | 16                   | Oleander II          | 2:34:41              | 328                  | 16                   | Bajazzo              | 2:38:04              | 328                  |
| 17                   | Spirit VI            | 2:41:42              | 302                  | 17                   | Baccara              | 2:35:43              | 302                  | 17                   | Baccara              | 2:38:45              | 302                  |
| 18                   | Patricia             | 2:41:43              | 277                  | 18                   | June Climene         | 2:36:59              | 277                  | 18                   | Argo II              | 2:41:05              | 277                  |
| 19                   | Astrid III           | 2:42:18              | 254                  | 19                   | Gabbiano             | 2:37:00              | 254                  | 19                   | Boreas               | 2:41:22              | 254                  |
| 20                   | Galejan              | 2:42:24              | 231                  | 20                   | Galejan              | 2:37:06              | 231                  | 20                   | Bim                  | 2:42:30              | 231                  |
| 21                   | Bajazzo              | 2:42:34              | 210                  | 21                   | Boreas               | 2:37:71              | 210                  | 21                   | June Climene         | 2:43:39              | 210                  |
| 22                   | Persey               | 2:42:59              | 190                  | 22                   | Damoiselle IV        | 2:38:14              | 190                  | 22                   | Damoiselle IV        | 2:44:36              | 190                  |
| 23                   | Baccara              | 2:43:00              | 171                  | 23                   | Patricia             | 2:38:33              | 171                  | 23                   | Partenope            | 2:47:50              | 171                  |
| 24                   | Damoiselle IV        | 2:43:21              | 152                  | 24                   | Bajazzo              | 2:39:02              | 152                  | -                    | Canopus              | DNF                  | 101                  |
| 25                   | June Climene         | 2:43:39              | 134                  | 25                   | Partenope            | 2:45:12              | 134                  | -                    | Trintel II           | DNF                  | 101                  |
| 26                   | Canopus              | 2:53:05              | 117                  | 26                   | Canopus              | 2:48:00              | 117                  | -                    | Venilia              | DQ                   | 0                    |
| 27                   | Partenope            | 2:54:23              | 101                  | -                    | Tango                | DQ                   | 0                    | -                    | Patricia             | DNS                  | 0                    |

## Classifica finale
| Pos.    | Nazione          | Barca         | Equipaggio                                                     | Punti Totali | Punti ottenuti nelle regate | Punti ottenuti nelle regate | Punti ottenuti nelle regate | Punti ottenuti nelle regate | Punti ottenuti nelle regate | Punti ottenuti nelle regate | Punti ottenuti nelle regate |
| Pos.    | Nazione          | Barca         | Equipaggio                                                     | Punti Totali | 1                           | 2                           | 3                           | 4                           | 5                           | 6                           | 7                           |
| ------- | ---------------- | ------------- | -------------------------------------------------------------- | ------------ | --------------------------- | --------------------------- | --------------------------- | --------------------------- | --------------------------- | --------------------------- | --------------------------- |
| Oro     | Grecia           | Nirefs        | Costantino II di Grecia, Odyssevs Eskitzoglou, Georgios Zaimis | 6753         | 532                         | 1055                        | 1055                        | 1532                        | 940                         | 1231                        | 940                         |
| Argento | Argentina        | Tango         | Jorge Alberto Salas, Héctor Calegaris, Jorge Alberto del Río   | 5715         | 356                         | 1532                        | 1231                        | 833                         | 1231                        | 0                           | 532                         |
| Bronzo  | Italia           | Venilia       | Antonio Cosentino, Antonio Ciciliano, Giulio De Stefano        | 5704         | 833                         | 1231                        | 1532                        | 1231                        | 491                         | 386                         | 0                           |
| 4       | Norvegia         | Lett          | Øivind Christensen, Arild Amundsen, Carl Otto Svae             | 5403         | 254                         | 687                         | 491                         | 328                         | 833                         | 1532                        | 1532                        |
| 5       | Canada           | Argo II       | Sandy MacDonald, Gordon Norton, Lynn Watters                   | 5197         | 1532                        | 940                         | 578                         | 940                         | 754                         | 453                         | 277                         |
| 6       | Danimarca        | Chok          | Aage Birch, Paul Lindemark Jørgensen, Niels Markussen          | 4715         | 1231                        | 0                           | 418                         | 491                         | 1055                        | 833                         | 687                         |
| 7       | Gran Bretagna    | Salamander    | Graham Mann, Ian Hannay, Jonathan Janson                       | 4604         | 930                         | 386                         | 356                         | 687                         | 1532                        | 578                         | 491                         |
| 8       | Germania         | Dinah V       | Hans Ravenborg, Günther Benecke, Peter Rebien                  | 4329         | 418                         | 629                         | 210                         | 418                         | 578                         | 1055                        | 1231                        |
| 9       | Portogallo       | Grifo III     | Carlos Ferreira, Joaquim Basto, Gonçalvo Mello                 | 4051         | 302                         | 491                         | 532                         | 1055                        | 386                         | 532                         | 1055                        |
| 10      | Stati Uniti      | Spirit VI     | Gene Walet III, Claude Kohler, Allen McClure                   | 3752         | 687                         | 754                         | 386                         | 532                         | 302                         | 940                         | 453                         |
| 11      | Australia        | Gabbiano      | Harold Brooke, Alan Cain, John Coon                            | 3733         | 629                         | 532                         | 629                         | 754                         | 356                         | 254                         | 833                         |
| 12      | Irlanda          | Aletta        | Jimmy Mooney, Robin Benson, David Ryder                        | 3636         | 491                         | 277                         | 833                         | 578                         | 418                         | 687                         | 629                         |
| 13      | Paesi Bassi      | Trintel II    | Wim van Duyl, Biem Dudok van Heel, Jacq van den Berg           | 3572         | 578                         | 578                         | 940                         | 453                         | 532                         | 491                         | 101                         |
| 14      | Francia          | Astrid III    | Jean Peytel, Philippe Reinhart, François Thierry-Mieg          | 3438         | 1055                        | 418                         | 328                         | 254                         | 254                         | 629                         | 754                         |
| 15      | Bermuda          | Oleander II   | Brownlow Eve, Jimmy Kempe, Richard Masters                     | 2948         | 134                         | 833                         | 687                         | 386                         | 328                         | 328                         | 386                         |
| 16      | Unione Sovietica | Persey        | Ėduard Stajson, Nikolaj Epifanov, Vjačeslav Možaev             | 2904         | 754                         | 356                         | 231                         | 629                         | 190                         | 356                         | 578                         |
| 17      | Finlandia        | Rififi        | René Nyman, Lasse Dahlman, Heinrich Schaarschmidt              | 2667         | 190                         | 254                         | 277                         | 277                         | 687                         | 754                         | 418                         |
| 18      | Bahamas          | Bim           | Godfrey Kelly, Maurice Kelly, Percy Knowles                    | 2159         | 277                         | 210                         | 302                         | 302                         | 629                         | 418                         | 231                         |
| 19      | Uruguay          | Bajazzo       | Horacio García, Gonzalo García, Víctor Trinchín                | 2112         | 328                         | 302                         | 754                         | 190                         | 210                         | 152                         | 328                         |
| 20      | Svezia           | Galejan       | Bengt Palmquist, Göran Crafoord, Sten Elliot                   | 2103         | 453                         | 453                         | 254                         | 356                         | 231                         | 231                         | 356                         |
| 21      | Svizzera         | Baccara       | Robert Thorens, Pierre Camoletti, Gilbert Casalecchi           | 1669         | 171                         | 231                         | 453                         | 210                         | 171                         | 302                         | 302                         |
| 22      | Giappone         | Boreas        | Masayuki Ishii, Setsuo Kawada, Yutaka Okamoto                  | 1645         | 210                         | 328                         | 190                         | 152                         | 453                         | 210                         | 254                         |
| 23      | Monaco           | Damoiselle IV | Jules Soccal, Gérard Battaglia, Jean-Pierre Crovetto           | 1279         | 386                         | 190                         | 152                         | 171                         | 152                         | 190                         | 190                         |
| 24      | Filippine        | Patricia      | Fausto Preysler, Francisco Gonzales, Jesús Villareal           | 1215         | 231                         | 134                         | 171                         | 231                         | 277                         | 171                         | 0                           |
| 25      | Singapore        | June Climene  | Ned Holiday, James Cooke, Thomas Durcan                        | 1059         | 152                         | 152                         | 134                         | 117                         | 134                         | 277                         | 210                         |
| 26      | Indonesia        | Partenope     | Ashari Danudirdjo, Josef Muskita, Eri Sudewo                   | 795          | 101                         | 171                         | 117                         | 101                         | 101                         | 134                         | 171                         |
| 27      | Spagna           | Canopus       | Santiago Pi, Juan Mirangels, José Pi                           | 703          | 117                         | 117                         | 101                         | 134                         | 117                         | 117                         | 101                         |